# Stain (canción)
«Stain» es una canción de la banda de grunge Nirvana. La canción fue lanzada originalmente en el EP de 1989 Blew, y posteriormente relanzada en la compilación de 1992 Incesticide'.'La canción fue descrita en entrevistas por la banda como "la hermana de 'Floyd the Barber'" (que apareció en el álbum debut de la banda, Bleach).